# Los demonios
Los demonios (traducida también como Los endemoniados o Demonios) es una novela de Fiódor Dostoyevski (1821-1881) publicada primero en la revista El mensajero ruso en 1871 y 1872.
Está considerada como una de las cuatro obras maestras escritas por Dostoyevski después de su regreso del exilio siberiano, junto con Crimen y castigo (1866), El idiota (1869) y Los hermanos Karamázov (1880). Los demonios es una sátira social y política, un drama psicológico y una tragedia a gran escala. Según Ronald Hingley, es «la mayor arremetida de Dostoyevski contra el nihilismo», y «uno de los más impresionantes logros de la humanidad —quizá su logro supremo— en el arte de la ficción en prosa».
En ruso prerreforma, se escribía Бѣсы, y en ruso posreforma, Бесы, (Besy). 
Los demonios es una alegoría de las consecuencias potencialmente catastróficas del nihilismo político y moral que estaban haciéndose predominantes en Rusia en la década de los años 1860. Una ciudad de ficción desciende al caos cuando se convierte en el centro de atención de un intento revolucionario, orquestado por un maestro de la conspiración, Piotr Verjovenski. La figura aristocrática y misteriosa de Nikolái Stavroguin —el equivalente de Verjovenski en la esfera moral— domina el libro, ejerciendo una extraordinaria influencia sobre los corazones y las mentes de casi todos los demás personajes. La idealista generación de los años 1840, influida por Occidente, está ejemplificada en el personaje de Stepán Verjovenski (quien es a la vez el padre de Piotr y el maestro de Nikolái), se presenta como la inconsciente progenitora y cómplices sin remedio de las fuerzas «demoníacas» que se apoderan de la ciudad.

## Título
El título original en ruso es Besy (en ruso: Бесы, que significa ‘demonios’). Se ha traducido al español como Los demonios o Los endemoniados, de la misma manera que, en inglés, ha sido conocida esta novela como The possessed, The devils y Demons.
La traducción al inglés de Constance Garnett en 1916 popularizó la novela y le dio notoriedad como The possessed (‘Los poseídos’ o ‘Los endemoniados’), pero este título ha sido discutido por traductores posteriores. Argumentan que Los endemoniados apuntan en la dirección equivocada porque Besy se refiere a sujetos activos, más que a objetos pasivos— «posesores» más que «poseídos». Sin embargo, Los demonios no se refieren a individuos que actúan de formas criminales o inmorales, sino más bien a las ideas que los poseen: fuerzas inmateriales pero vivas que subordinan la conciencia individual (y colectiva), distorsionándola e impulsándola hacia la catástrofe.
Según el traductor Richard Pevear, los demonios son «esa legión de 'ismos' que llegaron a Rusia procedentes de Occidente: idealismo, racionalismo, empirismo, materialismo, utilitarismo, positivismo, socialismo, anarquismo, nihilismo y, de forma subyacente a todos ellos, el ateísmo». El contraideal (expresado en la novela a través del personaje de Iván Shátov) es el de una cultura auténticamente rusa creciendo de la inherente espiritualidad y fe del pueblo.
En una carta a su amigo Apolón Máikov, Dostoyevski alude al episodio del exorcismo del demonio de Gerasa en el Evangelio según San Lucas como lo que inspiró su título: «Exactamente lo mismo ocurrió en nuestro país: los demonios salieron del hombre ruso y entraron en una piara de cerdos... Estos se ahogaron o serán ahogados, y el hombre sanado, de quien han salido los demonios, se sienta a los pies de Jesús». Parte de ese pasaje bíblico se usa como un epígrafe, y los pensamientos de Dostoyevski respecto a su relevancia para Rusia son expresados por Stepán Verjovenski en su lecho de muerte, casi al final de la novela.

## Antecedentes

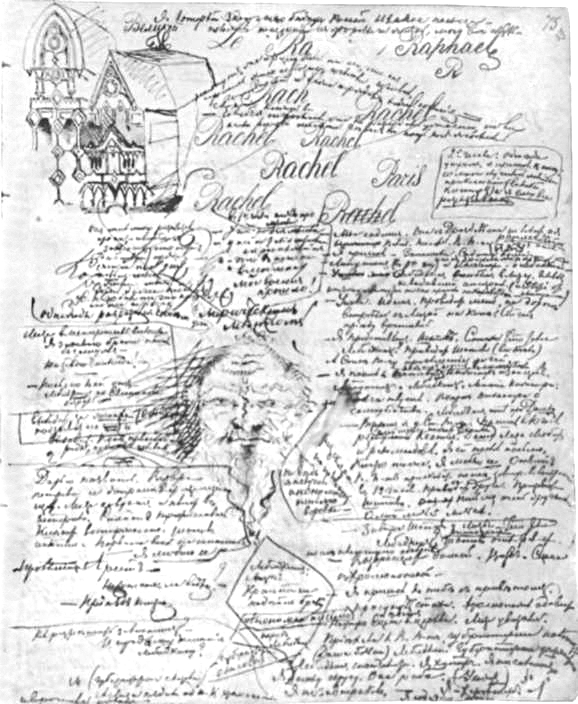
Anotaciones e ilustraciones del primer borrador de Dostoyevski para la novela

A finales de los años 1860, en Rusia se produjo un inusual nivel de inquietud política causada por grupos de estudiantes influidos por ideas revolucionarias, socialistas y liberales importadas de Europa. En 1869, Dostoyevski concibió la idea de una «novela panfleto» dirigida contra los radicales. Se centró en el grupo organizado por el joven agitador Serguéi Necháyev, particularmente su asesinato de un antiguo camarada —Iván I. Ivánov— en la Academia de Agricultura Petróvskaya de Moscú. Dostoyevski oyó hablar por vez primera de Ivánov a su cuñado, quien era estudiante en la escuela, y se había interesado mucho en su rechazo del radicalismo y la exhortación de la Iglesia ortodoxa rusa y la dinastía Románov como los verdaderos custodios del destino de Rusia. Le horrorizó oír hablar del asesinato de Ivánov por los nechayevistas, y juró escribir una novela política sobre lo que él llamaba «el problema más importante de nuestro tiempo». Antes de esto Dostoyevski habían estado trabajando sobre una novela filosófica (titulada «La vida de un gran pecador») examinando las implicaciones psicológicas y morales del ateísmo. La polémica política y las partes de novela filosófica se fundieron en un solo proyecto a gran escala, que se convertiría en Los demonios. Conforme la obra progresaba, los personajes liberales y nihilistas comenzaron a asumir un papel secundario conforme Dostoyevski se fue centrando más en el amoralismo de la figura aristocrática carismática —Nikolái Stavroguin.
Aunque es un ataque satírico despiadado sobre varias formas de pensamiento y acción radicales, Los demonios no se parece demasiado a la típica novela anti-nihilista de aquella época (como se ven en la obra de Nikolái Leskov por ejemplo), que tendían a presentar a los nihilistas como villanos engañosos y profundamente egoístas en un mundo cuya moral es básicamente en blanco y negro. Se representa a los nihilistas de Dostoyevski en sus debilidades humanas ordinarias, arrastrados a un mundo de ideas destructivas a través de la vanidad, la ingenuidad, el idealismo y la susceptibilidad de la juventud. Al reimaginar la forma en que Necháyev orquestó el asesinato, Dostoyevski intentaba «representar esos motivos diversos y variopintos por los que incluso los corazones más puros y las personas más inocentes pueden verse atraídos a cometer una ofensa tan monstruosa». En el Diario de un escritor, discute la relación de las ideas de su propia generación con las de la actual, y sugiere que en su juventud él también podría haberse convertido en un seguidor de alguien como Necháyev. De joven, el propio Dostoyevski fue miembro de una organización radical (el Círculo Petrashevski), por lo que fue arrestado y exiliado a un campo de prisioneros siberiano. Dostoyevski fue participante activo en una sociedad revolucionaria secreta formada a partir de miembros de ese Círculo. Muchos comentaristas creen que el fundador y líder de la célula, el aristócrata Nikolái Spéshnev, sería la principal inspiración para el personaje de Stavroguin.

## Narración
La narración es en primera persona por un personaje menor, Antón Lavréntievich G—v, quien es amigo íntimo y confidente de Stepán Verjovenski. Joven, educado, correcto e inteligente, Antón Lavréntievich es un funcionario local que ha decidido escribir una crónica de los singulares acontecimientos que ocurrieron recientemente en su ciudad. A pesar de ser un personaje secundario, tiene un conocimiento sorprendentemente íntimo de todos los personajes y acontecimientos, de tal manera que la narrativa a menudo parece metamorfosearse en la de un tercero omnisciente. Según Joseph Frank, esta elección de perspectiva narrativa permite a Dostoyevski «presentar a sus principales figuras contra un fondo de rumores, opiniones y difamadores que asumen de algún modo la función de un coro griego en relación con la acción central».
La voz del narrador es inteligente, frecuentemente irónica y perceptiva desde el punto de vista psicológico, pero solo aparece de vez en cuando como la voz dominante, y a menudo parece desaparecer por completo. Gran parte de la narración se desarrolla dialógicamente, implicada y explicada a través de las interacciones de los personajes, el diálogo interno de un personaje individual, o a través de una combinación de ambos, más que a través de la descripción o la historia que cuenta el narrador. El estilo de autor es lo que Mijaíl Bajtín llamó polifónico, con un elenco de personajes individuales como una multiplicidad de «ideas-voz», afirmando sin descanso y definiéndose a ellos mismos en relación con el otro, a través de lo cual se hace evidente la trama. El narrador en este sentido está presente meramente como un agente que documenta la sincronización de múltiples narraciones autónomas, con su propia voz tejiéndose dentro y fuera de la textura a contrapunto.

## Personajes

### Personajes principales
- Stepán Trofímovich Verjovenski es un intelectual refinado y moralista que sin pretenderlo contribuye al desarrollo de fuerzas nihilistas, que se centran en su hijo Piotr Stepánovich y su antiguo pupilo Nikolái Stavroguin, que al final arrastran a la sociedad local al borde del colapso. Este personaje es la representación que Dostoyevski hace de un idealista liberal arquetípico de la intelligentsia rusa de los años cuarenta, y se basa en parte en Timoféi Granovski y Aleksandr Herzen.[20]

La novela empieza con la afectuosa aunque irónica descripción que el narrador hace del personaje de Stepán Trofímovich y su temprana carrera. Comenzó como lector en la universidad, y durante breve tiempo fue una figura dominante entre los exponentes de las «nuevas ideas» que estaban empezando a influir en la vida cultural rusa. Señala que los oficiales del gobierno lo veían como un pensador peligroso, expulsándolo de la academia y forzándolo al exilio en provincias, pero en la realidad era más probable que nadie del gobierno conociera siquiera quién era él. En cualquier caso, su ansiedad lo impulsó a aceptar la propuesta de Varvara Petrovna Stavróguina de que «se hiciera cargo de la educación y de toda la formación intelectual de su único hijo, en calidad de supremo pedagogo y amigo, por no mencionar la magnífica remuneración».
Mucho después de que esa tutela acabe, continúa una relación casta e idealista, aunque difícil, entre Stepán Trofímovich y Varvara Stavróguina. En una crítica cínica, pero no enteramente imprecisa de su padre, Piotr Stepánovich describe su dependencia mutua así: «ella como capitalista y tú como bufón sentimental a su servicio». Aunque muy consciente de su propia erudición, altos ideales y superior sensibilidad estética, Stepán Trofímovich no parece, de hecho, hacer nada en absoluto en sentido erudito. Depende profundamente de Varvara Petrovna financieramente y ella con frecuencia lo rescata de las consecuencias de su irresponsabilidad. Cuando él percibe que ha sido injusto o irresponsable respecto a ella, lo domina la vergüenza hasta el punto de sentirse físicamente enfermo.
- Varvara Petrovna Stavróguina es una terrateniente rica e influyente, que reside en la magnífica finca de Skvoréshniki donde transcurra gran parte de la acción.

Apoya financiera y emocionalmente a Stepán Trofímovich, lo protege, se preocupa por él, y en el proceso adquiere para sí misma un poeta romántico idealizado, modelado de alguna manera a partir del escritor Néstor Vasílievich Kúkolnik. Promociona su reputación como el intelectual más destacado de la ciudad, una reputación de la que él goza feliz en los encuentros regulares, a menudo aderezados con champán, de los «librepensadores» locales.
Generosa, de mente noble, y fuerte temperamento, Varvara Petrovna se enorgullece de su mecenazgo de causas caritativas y artísticas. «Era una mujer clásica, una mecenas, que siempre actuaba guiada por las más elevadas consideraciones». Pero ella es también extremadamente exigente y rencorosa, y casi aterra a Stepán Trofímovich cuando él, inadvertidamente, le falla o la humilla de alguna manera. Piotr Stepánovich, a su llegada a la ciudad rápidamente se aprovecha de su resentimiento hacia su padre.
Varvara Petrovna casi venera a su hijo Nikolái Vsévolodovich, pero hay indicios de que es consciente de que hay algo profundamente equivocado en él. Intenta ignorarlo, y Piotr Stepánovich es capaz de ganarse más su favor presentando sutilmente el inexplicable comportamiento de su hijo bajo una luz favorable.
- Nikolái Vsévolodovich Stavroguin es el personaje central de la novela.[25] Es guapo, fuerte, intrépido, inteligente y refinado, pero al mismo tiempo, según el narrador, «había algo repulsivo en él».[26] Socialmente es seguro de sí mismo, y bien educado, pero su comportamiento general se describe como de mirada «severa, abstraída y, podríamos decir, preocupada».[27] Otros personajes están fascinados por Stavroguin, especialmente el joven Verjovenski, quien lo ve como el mascarón de la revolución que está intentando provocar. Shátov, por su parte, en el pasado lo vio como un líder potencialmente grande que podía inspirar a Rusia a una regeneración cristiana. Desilusionado, ahora lo ve como el «ocioso e indolente señorito»,[28] un hombre que «ha perdido la distinción entre el bien y el mal». Según Shátov, a Stavroguin lo guía «su pasión por el martirio», no meramente por el placer de dañar a otros, sino «por su amor a los remordimientos de conciencia, por delectación moral».[28] En un capítulo original censurado (incluido como «Con Tijon» en ediciones modernas), el propio Stavroguin define la forma en que gobierna su vida así: «que ni conozco ni siento el bien y el mal, y que no solo he perdido todo sentido de él, sino que no hay bien ni mal... y que es solo un prejuicio».[29] En una confesión escrita que da al monje Tijon le narra una serie de crímenes, incluyendo la violación, lo que le lleva al suicidio, de una niña de solo once años. Describe con detalle el profundo placer interno que experimenta cuando es consciente de sí mismo en situaciones humillantes, particularmente en los momentos en que comete un crimen.[30]

Cuando estaba en San Petersburgo, Stavroguin se casó en secreto con Maria Lebiádkina, mental y físicamente discapacitada. Muestra signos de preocuparse por ella, pero al final es cómplice de su asesinato. No queda claro hasta qué punto él está implicado en el homicidio, pero es consciente de que se está tramando y no hace nada por evitarlo. En una carta a Daria Pávlovna cerca del final de la novela, afirma que «en mi conciencia me juzgo culpable de la muerte de mi mujer».
- Piotr Stepánovich Verjovenski es el hijo de Stepán Trofímovich y la principal fuerza que impulsa el caos que al final envuelve a la ciudad. El padre y el hijo son una representación de la conexión etiológica que Dostoyevski percibe entre los idealistas liberales de los años 1840 y los revolucionarios nihilistas de los años 1860.[32] El personaje de Piotr Stepánovich fue inspirado por el revolucionario Serguéi Necháyev, en particular los métodos descritos en su manifiesto Catecismo de un revolucionario.[33] En el Catecismo se anima a los revolucionarios a «ayudar al crecimiento de la calamidad y cada maldad, que debe al menos agotar la paciencia de la gente y forzarlos a un alzamiento general».[34] El asesinato de Shátov por Verjovenski en la novela se basa en el asesinato de Ivánov por Necháyev.[35]

Piotr Stepánovich pretende estar relacionado con el comité central de una conspiración organizada y vasta, para derrocar al gobierno y establecer el socialismo. Consigue convencer a su pequeño grupo de coconspiradores de que son solo una pequeña célula revolucionaria entre muchas, y que su papel en el esquema general era poner en marcha una revuelta a nivel nacional. Piotr Stepánovich está enamorado de Stavroguin, e intenta desesperadamente, a través de una combinación de enredos y persuasión, de reclutarlo para la causa. La revolución que él se imagina al final requerirá un líder despótico, y cree que la fuerte voluntad de Stavroguin, carisma personal y «extraordinaria aptitud para el crimen» son las cualidades necesarias para semejante líder.
Piotr Verjovenski, según Stavroguin, es «un entusiasta». Cada vez que puede, usa sus prodigiosas habilidades verbales para sembrar la discordia y manipula a la gente para sus propios fines políticos. Su gran éxito es la esposa del gobernador, y consigue ganar una influencia extraordinaria sobre ella y su círculo social. Esta influencia, junto con un constante minar a las figuras de autoridad como su padre y el gobernador, es explotada despiadadamente sobre la ruptura de los estándares en la sociedad.
- Iván Pávlovich Shátov es el hijo del ayuda de cámara de Varvara Stavróguina. Cuando era un niño, lo acogió, a él y a su hermana Daria Pávlovna bajo su protección, y ellos recibieron formación con Stepán Trofímovich. En la universidad, Shátov tenía convicciones socialistas y fue expulsado después de un incidente. Viajó al extranjero como tutor con la familia de un comerciante, pero el empleo llegó a su fin cuando se casó con la institutriz de la familia quien había sido despedida por «librepensamiento». Sin dinero, y sin reconocer los lazos del matrimonio, se separaron casi inmediatamente. Vagó por Europa solo antes de que, con el tiempo, volviese a Rusia.

Para la época en que suceden los acontecimientos de la novela Shátov había rechazado completamente sus anteriores convicciones y se convirtió en un apasionado defensor de la herencia cristiana de Rusia. Las ideas reformadas de Shátov recuerdan a aquellas de la filosofía contemporánea Póchvennichestvo (aproximadamente: «regreso al suelo»), por las que Dostoyevski sentía simpatías. Como el más amplio movimiento eslavófilo, Póchvennichestvo afirmó la importancia fundamental de las tradiciones eslávicas en Rusia, en oposición a las influencias culturales que se originan en Europa Occidental, y particularmente enfatizaba la misión única de la iglesia ortodoxa rusa. Shátov va más allá describiendo que esa misión es universal, más que rusa. Generalmente torpe, sombrío y taciturno, Shátov se vuelve emocional y locuaz si alguien cuestionaba sus convicciones. En el capítulo «La noche» se implica en una acalorada discusión con Stavroguin sobre Dios, Rusia y moralidad. Como un hombre joven Shátov había hecho un ídolo de Stavroguin, pero habiendo visto a través de él y averiguado el secreto de su matrimonio, busca abatir el ídolo en una crítica devastadora. Stavroguin, aunque afectado, ciertamente no es fulminado, y responde llamando la atención a la incapacidad de la propia fe de Shátov, algo que el propio Shátov reconoce.
La relación de Shátov con Piotr Verjovenski es una de odio mutuo. Verjovenski concibe la idea de hacer que el grupo lo asesine como un traidor a la causa, de esa manera uniéndolos más por la sangre que han derramado.
- Alekséi Nílych Kiríllov es un ingeniero que vive en la misma casa que Shátov. También tiene una conexión con la sociedad revolucionaria de Verjovenski, pero de una clase muy inusual: está decidido a suicidarse y se ha mostrado conforme con hacerlo en el momento en que pueda ser de utilidad a los objetivos de la sociedad.

Como Shátov, Kiríllov ha sido profundamente influido por Stavroguin, pero de una manera totalmente opuesta. Mientras inspiraba a Shátov una imagen extática del Cristo ruso, Stavroguin estaba simultáneamente animando a Kiríllov hacia los extremos lógicos del ateísmo, la absoluta supremacía de la voluntad humana. Según Kiríllov, si Dios no existe, «todo es voluntad mía y estoy obligado a manifestar mi albedrío». Esta proclama debe tomar la forma del acto de suicidarse, con la única aspiración de aniquilar el temor humano a la muerte, un miedo implícito en su creencia en Dios. Cree que este acto con un propósito, demostrando la trascendencia de este temor, iniciará una nueva era del Hombre-Dios, donde no hay más Dios que la voluntad humana.
A pesar de la aparente grandiosidad de la idea, Kiríllov es una persona solitaria, profundamente humilde, casi generosa que se ha obsesionado con hacer él mismo un sacrificio por el bien mayor de la humanidad. Piotr Stepánovich le dice: «no ha sido usted el que ha devorado la idea, sino que la idea le ha devorado a usted, así que no lo va a aplazar». Los motivos no le interesan a Piotr Stepánovich, pero él reconoce la sinceridad de la intención de Kiríllov y lo incorpora a sus planes como un medio para alejar la atención de la conspiración.

### Otros personajes
- Lizaveta Nikoláievna Túshina (Liza) es una joven rica, inteligente, bella y vivaz. Es hija de Praskovia, amiga de Varvara Petrovna, y otra antigua pupila de Stepán Trofímovich. Se ha visto ambiguamente implicada con Stavroguin después de su encuentro en Suiza y parece oscilar entre un profundo amor y un profundo odio por él. Está resentida y sospecha de la extraña intimidad de Dasha con él, y está extremadamente ansiosa por entender la naturaleza de su conexión con Maria Lebiádkina durante la época en que el matrimonio es aún un secreto. Liza se compromete con su primo Mavriki Nikoláievich, pero sigue obsesionada con Stavroguin incluso después de que este reconoce abiertamente su matrimonio.
- Daria Pávlovna (Dasha) es la hermana de Shátov, la protegida de Varvara Petrovna, y durante un breve período de tiempo la prometida de Stepán Trofímovich. Es confidente a su pesar y «enfermera» de Stavroguin.
- Maria Timoféievna Lebiádkina está casada con Nikolái Stavroguin. Aunque aniñada, mentalmente inestable y confusa, frecuentemente demuestra una profunda perspicacia sobre lo que está ocurriendo, y tiene muchos de los atributos de una «loca por Cristo».[46] Según Frank, Maria representa «la visión de Dostoyevski de la sensibilidad religiosa primitiva de la gente rusa», y el falso matrimonio, su rechazo de él y su eventual asesinato, apuntan a la imposibilidad de una verdadera unión entre la gente rusa cristiana y el europeísmo ruso sin Dios.[47]
- Capitán Lebiadkin es hermano de Maria. Stavroguin le paga para que la cuide, pero él la maltrata y se queda con el dinero. Es ruidoso, indiscreto, y casi siempre está borracho. Se considera un poeta y con frecuencia cita sus propios versos. Aunque admira a Stavroguin, amenaza constantemente con acabar con el secreto del matrimonio. De manera ajena a su voluntad, se ve implicado en los planes de Piotr Stepánovich, y sus ineptos intentos de liberarse acercándose a las autoridades son otra causa por la que al final acaban matándolo.
- Fedka el convicto es un convicto huido de quien se sospecha que ha cometido varios robos y asesinatos en la ciudad. Originalmente, era un siervo que pertenecía a Stepán Trofímovich, pero fue vendido al ejército para ayudar a pagar las deudas de juego de su amo. Es Fedka quien mata a la esposa de Stavroguin y su hermano, por instigación de Piotr Stepánovich. El propio Stavroguin inicialmente se opone al asesinato, pero sus acciones posteriores sugieren una clase de consentimiento pasivo.
- Andréi Antónovich von Lembke es el gobernador de la provincia y uno de los principales objetivos de Piotr Stepánovich en su búsqueda de romper la sociedad. Aunque un hombre bueno y consciente es completamente incapaz de responder con efectividad a las maquinaciones maquiavélico de Piotr Stepánovich. Distanciado de su mujer, que se ha convertido sin querer en un peón en el juego de los conspiradores, acaba con una crisis nerviosa cuando los acontecimientos se van escapando más de su control.
- Yulia Mijáilovna von Lembke es la esposa del gobernador. Su vanidad y ambición liberal son explotadas por Piotr Stepánovich por sus pretensiones revolucionarias. Los conspiradores logran transformar su fiesta literaria en beneficio de las institutrices pobres en una farsa escandalosa. La representación de Dostoyevski de su relación entre Piotr Stepánovich y Yulia Mijáilovna tiene sus orígenes en un pasaje del Catecismo de Necháyev donde se instruía a los revolucionarios a acercarse a liberales «sobre la base de su propio programa, pretendiendo seguirlos ciegamente» pero con el propósito de comprometerlos de manera que puedan ser «usados para provocar alborotos».[48]
- Semión Yegórovich Karmazínov es la caricatura literaria de Dostoyevski de su contemporáneo Iván Turguénev, autor de la novela protonihilista Padres e hijos (1862). De la misma generación que Stepán Trofímovich, Karmazínov es una vana y pretenciosa sombra literaria de lo que fue que busca descaradamente reconciliarse con Piotr Stepánovich y se empeña en promover la legitimidad de los nihilistas ante el establishment liberal.[49]
- Shigaliov es un teórico social e historiador, el intelectual del grupo revolucionario de Verjovenski, quien ha diseñado un sistema para la organización posrevolucionaria de la humanidad. «Mi conclusión», dice, «contradice abiertamente la idea inicial. Partiendo de la libertad ilimitada, he llegado al despotismo ilimitado».[50] El noventa por cierto de la sociedad es ser esclavizado por el otro diez por ciento. La igualdad del rebaño es verse reforzado por las tácticas de estado policial, terrorismo de Estado, y destrucción de vida cultural, artístico e intelectual. Se estima que sobre cien millones de personas tendrán que ser asesinadas de camino al objetivo.
- Obispo Tijon es un monje y consejero espiritual recomendado a Stavroguin por Shátov. Solo aparece en el capítulo censurado, pero tiene importancia como la persona a quien Stavroguin hace su confesión más detallada y franca. Es quizás el único personaje que entiende verdaderamente el estado psicológico y espiritual de Stavroguin.[51] Describe la confesión como algo que «surge directamente de la necesidad de un corazón mortalmente herido»[52] y aconseja a Stavroguin que someta su vida a un stárets.[53]

## Argumento
La novela, considerada como una de las más controvertidas del escritor, fue escrita en la ciudad alemana de Dresde, donde se encontraba Dostoyevski a raíz de su viaje por Europa debido en buena parte a un intento de escapar de los acreedores en Rusia. El germen de la historia fue un crimen que se produjo en Moscú a finales de 1869 y que causó una honda impresión en el autor: Serguéi Necháyev, revolucionario y terrorista, anarquista y nihilista, fue el responsable del asesinato, a causa de sus diferencias ideológicas, de Iván Ivanov, estudiante y compañero en la célula revolucionaria a la que ambos pertenecían.

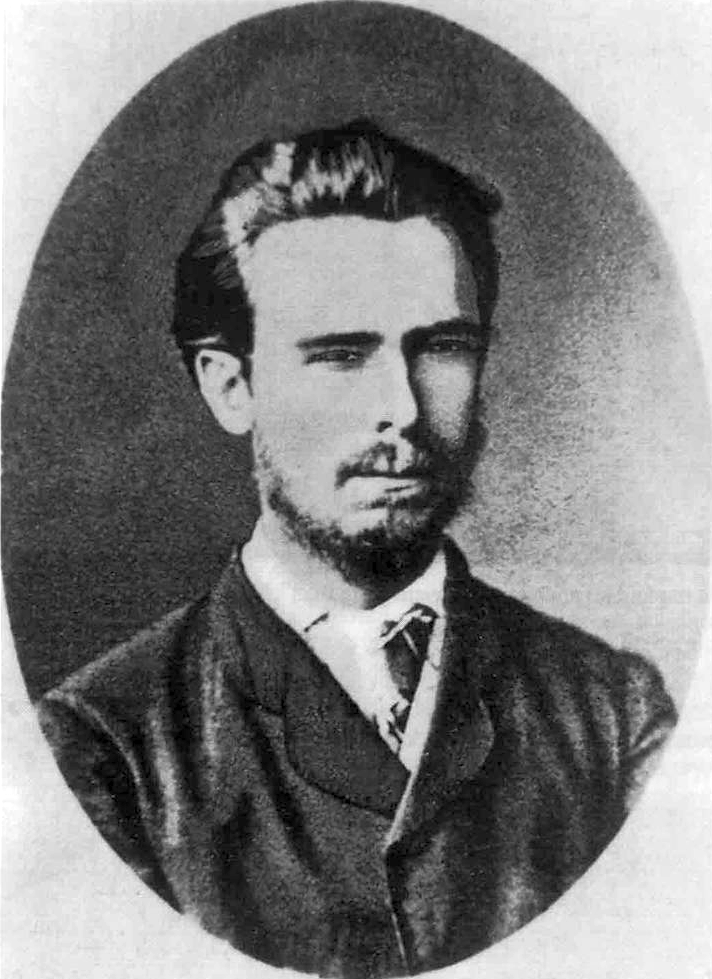
Serguéi Necháyev, en quien se basó el personaje de Verjovenski, hacia 1870.

La novela se estructura en tres partes. Hay dos epígrafes, el primero del poema de Aleksandr Pushkin Los demonios, y el segundo del Evangelio de Lucas, 8:32-36.

### Parte I
Después de una carrera académica casi ilustre, pero prematuramente acortada, Stepán Trofímovich Verjovenski reside con la rica terrateniente Varvara Petrovna Stavróguina en su finca, Skvoréshniki, en una ciudad rusa de provincias. Originalmente empleado como tutor del hijo de Stavróguina, Nikolái Vsévolodovich, Stepán Trofímovich ha estado allí durante casi veinte años en una relación íntima pero platónica con su noble patrona. Stepán Trofímovich también tiene un hijo de un matrimonio previo pero él ha crecido en otro lugar, sin implicación de su madre.
Una preocupada Varvara Petrovna acaba de volver de Suiza, donde ha estado visitando a Nikolái Vsévolodovich. Reprende a Stepán Trofímovich por su irresponsabilidad financiera, pero su principal preocupación es una «intriga» que encontró en Suiza en relación con su hijo y sus relaciones con Liza Túshina, la bella hija de su amiga Praskovia. Praskovia y Liza llegan a la ciudad, sin Nikolái Vsévolodovich quien se ha ido a San Petersburgo. Según Praskovia, la joven protegida de Varvara Petrovna, Daria Pávlovna (Dasha), también de alguna manera se ha involucrado con Nikolái, pero los detalles son ambiguos. Varvara Petrovna de repente concibe la idea de formar un compromiso entre Stepán Trofímovich y Dasha. Aunque sin entusiasmo, Stepán Trofímovich accede a su propuesta, lo que parece resolver su delicada situación financiera. Influido por los rumores, empieza a sospechar que lo casan para cubrir «los pecados de otro hombre» y escribe cartas «nobles» a su prometida y Nikolái Vsévolodovich. Los asuntos se complican aún más cuando llega una misteriosa «mujer tullida», Maria Lebiádkina, con la que según los rumores, también está relacionado Nikolái Vsévolodovich, aunque nadie parece saber exactamente cómo. Se da una pista cuando Varvara Petrovna pregunta a la mentalmente perturbada Maria, que se ha acercado a ella en las afueras de la iglesia, si ella es Lebiádkina y ella responde que no, que no lo es.
Varvara Petrovna se lleva a Maria (y a Liza, quien ha insistido en acompañarlas) de vuelta a Skvoréshniki. Ya presentes están Dasha, su hermano mayor Shátov y un nervioso Stepán Trofímovich. Llega Praskovia, acompañada por su sobrino Mavriki Nikoláievich, exigiendo saber por qué su hija ha sido arrastrada al «escándalo» de Varvara Petrovna. Varvara Petrovna pregunta a Dasha sobre una gran suma de dinero que Nikolái Vsévolodovich supuestamente envió a través de ella al hermano de María, pero a pesar de sus respuestas directas, no queda la cosa más clara. El hermano de Maria, el borracho capitán Lebiadkin, llega en busca de su hermana, y confunde aún más a Varvara Petrovna con quejas sobre cierto deshonor que debe permanecer innombrado. En este momento, el mayordomo anuncia que Nikolái Vsévolodovich ha llegado. Para sorpresa de todos, sin embargo, quien entra es un completo extraño, y empieza a dominar, inmediatamente, la conversación. Resulta ser Piotr Stepánovich Verjovenski, el hijo de Stepán Trofímovich. Mientras está hablando, entre silenciosamente Nikolái Stavroguin. Varvara Petrovna lo detiene imperiosamente e, indicando a María, le exige saber si ella es su legítima esposa. Él mira a su madre impasiblemente, no dice nada, besa su mano, y sin prisas se acerca a María. En tonos tranquilizadores, le explica a María que él es su devoto amigo, y no su esposo ni su prometido, que ella no debería estar aquí, y que la llevará a casa. Ella se muestra conforme y se marchan. En el escándalo que sigue a su partida, la voz más fuerte es la de Piotr Stepánovich, y él consigue convencer a Varvara Petrovna de que escuche sus explicaciones sobre lo que ha ocurrido. Según él, Nikolái se hizo conocido de los Lebiádkin cuando vivía una vida de «farsa» en San Petersburgo cinco años atrás. La descarriada, lisiada y medio loca Maria se había enamorado perdidamente de él y él había respondido tratándola «como a una marquesa». Ella comenzó a pensar en él como su prometido, y cuando él se fue, hizo arreglos para su cuidado, incluyendo un subsidio sustancial, del que su hermano se apropió como si tuviera algún tipo de derecho a ello. Varvara Petrovna está eufórica y casi triunfante al escuchar que las acciones de su hijo tuvieron un fundamento noble en lugar de uno vergonzoso. Interrogado por Piotr Stepánovich, el Capitán Lebiadkin confirma a regañadientes la verdad de toda la historia. Se marcha en desgracia cuando Nikolái Vsévolodovich regresa de acompañar a Maria a casa. Nikolái Vsévolodovich se dirige a Dasha, felicitándola por su inminente matrimonio, del cual, según él, fue informado expresamente. Como si fuera una señal, Piotr Stepánovich dice que él también recibió una larga carta de su padre sobre un matrimonio inminente, pero nadie puede encontrarle sentido, algo sobre tener que casarse debido a los «pecados de otro hombre», y le suplica que lo «salve». Una furiosa Varvara Petrovna le dice a Stepán Trofímovich que salga de su casa y no vuelva nunca. En el subsiguiente alboroto, nadie se da cuenta de que Shátov, que no ha pronunciado palabra en ningún momento, camina por la habitación para pararse directamente frente a Nikolái Vsévolodovich. Lo mira a los ojos durante mucho tiempo sin decir nada, y de repente lo golpea en la cara con todas sus fuerzas. Stavroguin se tambalea, se recupera y se apodera de Shátov; pero inmediatamente retira sus manos y se queda inmóvil, devolviendo la mirada de Shátov con calma. Es Shátov quien baja los ojos y se va, aparentemente aplastado. Liza grita y se desploma en el suelo desmayándose.

### Parte II
Las noticias sobre los acontecimientos en Skvoréshniki se divulgan en la sociedad de manera sorprendentemente rápida. Los principales participantes se encierran, salvo Piotr Stepánovich quien de manera activa se mete en la vida social de la ciudad. Después de ocho días, visita a Stavroguin y la verdadera naturaleza de sus relaciones empiezan a hacerse evidentes. No hay, como algunos sospechan, un entendimiento explícito entre ellos. Más bien Piotr Stepánovich está intentando implicar a Stavroguin en sus propios planes políticos radicales, y ávidamente busca serle de utilidad. Stavroguin, al tiempo que parece aceptar que Piotr Stepánovich actúe en su beneficio, en gran medida permanece indiferente a estas propuestas y sigue persiguiendo sus propios objetivos.
Esa noche, Stavroguin deja a Skvoréshniki en secreto y se dirige a la casa de Filíppov, donde vive Shátov. El objetivo principal de su visita es consultar a su amigo Kiríllov, quien también vive en la casa. Stavroguin ha recibido una carta extraordinariamente insultante de parte de Artemi Gagánov, el hijo de un respetado terrateniente, Pável Gagánov, de cuya nariz él tiró, bromeando, años antes, y no le quedó más remedio que desafiarlo a un duelo. Le pide a Kiríllov que sea su segundo y que haga los arreglos. Luego discuten los problemas filosóficos que surgen de la firme intención de Kiríllov de suicidarse en un futuro cercano. Stavroguin se dirige a Shátov, y una vez más, se revelan los precedentes de los acontecimientos ocupados en Skvoréshniki. Shátov había adivinado el secreto detrás de la conexión de Stavroguin con Maria (de hecho, están casados) y lo había golpeado airado por su «caída». En el pasado, Stavroguin había inspirado a Shátov con exhortaciones del Cristo ruso, pero este matrimonio y otras acciones provocaron una completa desilusión, que Shátov ahora expresa con enojo. Stavroguin se defiende con calma y racionalidad, pero de manera no del todo convincente. También advierte a Shátov, antiguo miembro de la sociedad revolucionaria de Piotr Verjovenski pero ahora un enemigo amargo de ella, que Verjovenski podría estar planeando asesinarlo. Stavroguin continúa a pie hasta una parte distante de la ciudad donde pretende visitar la nueva residencia de los Lebiadkin. En el camino se encuentra con Fedka, un convicto escapado, que lo ha estado esperando en el puente. Piotr Stepánovich ha informado a Fedka de que Stavroguin puede necesitar sus servicios en relación con los Lebiadkin, pero Stavroguin lo rechaza enfáticamente. Le dice a Fedka que no le dará un céntimo y que si lo encuentra nuevamente lo atará y lo llevará a la policía. En casa de los Lebiadkin informa al capitán, para gran horror de este, de que en el futuro próximo anunciará en público si matrimonio y que no habrá más dinero. Entra donde está Maria, pero algo en él la asusta y ella se vuelve desconfiada. Su propuesta de que ella venga a vivir con él en Suiza es recibida con desprecio. Ella lo acusa de ser un impostor que ha venido a matarla con su cuchillo, y exige saber qué ha hecho con su «Príncipe». Stavroguin se enoja, la empuja violentamente y se retira, mientras ella, frenéticamente, lo maldice. Furioso, apenas se da cuenta cuando Fedka aparece de nuevo, reiterando sus solicitudes de asistencia. Stavroguin lo agarra, lo golpea contra una pared y comienza a atarlo. Sin embargo, se detiene casi de inmediato y continúa su camino, seguido por Fedka. Finalmente, Stavroguin se echa a reír: vacía el contenido de su billetera en la cara de Fedka y se marcha.
El duelo se lleva a cabo la tarde siguiente, pero no muere nadie. Para la intensa ira de Gagánov, Stavroguin parece fallar deliberadamente, como si quisiera trivializar el duelo e insultar a su oponente, aunque dice que es porque ya no quiere matar a nadie. Regresa a Skvoréshniki, donde se encuentra con Dasha, quien, como ahora se hace evidente, desempeña el papel de confidente y «enfermera» en relación con él. Él le cuenta el duelo y el encuentro con Fedka, admitiendo que le dio dinero a Fedka y que eso podría interpretarse como un pago inicial para matar a su esposa. Le pregunta, en un tono irónico, si ella todavía acudirá a él, incluso si él decide aceptar la oferta de Fedka. Horrorizada, Dasha no responde.
Piotr Stepánovich, mientras tanto, es muy activo en la sociedad, formando relaciones y cultivando las condiciones que cree que ayudarán a sus objetivos políticos. Se centra especialmente en Yulia Mijáilovna von Lembke, la esposa del gobernador. Por adulación, rodeándola con un séquito y alentando su exagerada ambición liberal, adquiere poder sobre ella y da el tono a su salón. Él y su grupo de coconspiradores explotan su nueva legitimidad para generar una atmósfera de frivolidad y cinismo en la sociedad. Se entregan a aventuras groseras, distribuyen clandestinamente propaganda revolucionaria y agitan a los trabajadores en la fábrica local de los Shpigulin. Son particularmente activos en la promoción de la «Gala Literaria» de Yulia Mijáilovna para recaudar fondos para las institutrices pobres, y se convierte en un evento muy esperado para toda la ciudad. El gobernador, Andréi Antónovich, está profundamente preocupado por el éxito de Piotr Stepánovich con su esposa y su indiferencia casual por su autoridad, pero es dolorosamente incapaz de hacer algo al respecto. Incapaz de lidiar con los eventos extraños y las crecientes presiones, comienza a mostrar signos de trastornos mentales agudos. Piotr Stepánovich adopta un enfoque similar desestabilizador hacia su padre, lo que lo lleva a un frenesí a Stepán Trofímovich al ridiculizarlo sin descanso y socavando aún más su relación de desintegración con Varvara Petrovna.
Piotr Stepánovich visita a Kiríllov para recordarle un «acuerdo» que hizo para suicidarse en un momento conveniente para la sociedad revolucionaria. Invita a Kiríllov, y posteriormente a Shátov, a una reunión de la rama local de la sociedad que se celebrará ese mismo día. Luego llama a Stavroguin, que llega justo cuando Mavriki Nikoláievich, el nuevo novio de Liza, se marcha airadamente. Stavroguin, sin embargo, parece estar de buen humor y acompaña a Piotr Stepánovich a la reunión. Están presentes una gran variedad de idealistas, tipos descontentos y pseudointelectuales, sobre todo el filósofo Shigaliov, que intenta exponer su teoría sobre la organización social totalitaria del futuro, históricamente necesaria. La conversación es inane y sin dirección hasta que Piotr Stepánovich toma el control y busca establecer si existe un compromiso real con la causa de la revolución violenta. Afirma que este asunto se puede resolver haciendo una pregunta simple a cada individuo: en el conocimiento de un asesinato político planificado, ¿informaría a la policía? Como todos los demás se apresuran a afirmar que, por supuesto, no informarán, Shátov se levanta y se va, seguido de Stavroguin y Kiríllov. El alboroto sigue. Piotr Stepánovich abandona la reunión y se apresura a seguir a Stavroguin. Al encontrarse con ellos en el lugar de Kiríllov, donde también está presente Fedka, Verjovenski exige saber si Stavroguin proporcionará los fondos para tratar con los Lebiadkin. Se ha hecho con pruebas, en forma de una carta enviada a von Lembke, de que el capitán está contemplando traicionarlos a todos. Stavroguin se niega, le dice que tampoco le entregará a Shátov y se va. Verjovenski intenta detenerlo, pero Stavroguin lo tira al suelo y continúa su camino. Verjovenski vuelve a correr tras él y, ante el asombro de Stavroguin, se transforma repentinamente en un loco rabioso. Se lanza a un monólogo incoherente, alternativamente apasionadamente persuasivo y sumiso, y suplica desesperadamente a Stavroguin que se una a su causa. El discurso equivale a una declaración de amor, alcanzando un clímax con la exclamación «¡Stavroguin, qué bello es usted!» y, súbitamente, le besa la mano. Resulta que la causa de Verjovenski no tiene nada que ver con el socialismo, sino que se trata simplemente de destruir el antiguo orden y tomar el poder, con Stavroguin, el líder con voluntad de hierro, a la cabeza. Stavroguin permanece frío, pero en realidad no dice que no, y Piotr Stepánovich persiste con sus planes.
Aumenta la inquietud social a medida que se acerca el día de la gala literaria. El asistente del gobernador, bajo la falsa impresión de que Stepán Trofímovich es la fuente del problema, ordena una redada en su residencia. Profundamente sorprendido, Stepán Trofímovich acude al gobernador para quejarse. Llega cuando un gran grupo de trabajadores de la fábrica de los Shpigulin organizan una protesta por el trabajo y las condiciones de pago. Ya en un estado mental precario, Andréi Antónovich responde a ambos problemas de una manera autoritaria un tanto demente. Yulia Mijáilovna y su séquito, entre los que se encuentran Varvara Petrovna y Liza, regresan de una visita a Skvoréshniki y el gobernador se siente aún más humillado por un desprecio público de su esposa. Mientras Yulia Mijáilovna habla encantadora con Stepán Trofímovich y el «gran escritor» Karmazínov, quienes leerán al día siguiente, en la gala literaria, entra Piotr Stepánovich. Al verlo, Andréi Antonóvich comienza a mostrar signos de perturbación. Pero la atención se desvía de inmediato a un nuevo drama: Stavroguin ha entrado en la sala y Liza lo aborda. En voz alta, ella se queja del acoso de un cierto capitán Lebiadkin, quien se describe a sí mismo como pariente de Stavroguin, el hermano de su esposa. Stavroguin responde con calma que Maria (de soltera Lebiádkina) es de hecho su esposa, y que se asegurará de que el capitán no le cause más problemas. Varvara Petrovna se queda horrorizada, pero Stavroguin simplemente sonríe y se va. Liza lo sigue.

### Parte III
La tan aclamada matinée literaria y el baile tienen lugar al día siguiente. La mayor parte de la ciudad se ha suscrito y todas las personas influyentes están presentes para la lectura, con la excepción de los Stavroguin. Yulia Mijáilovna, que de alguna manera ha logrado reconciliarse con Andréi Antónovich, está en la cima de su ambición. Pero las cosas van mal desde el principio. Los asociados de Piotr Stepánovich, Liamshin y Liputin, aprovechan su papel como administradores para alterar los procedimientos de manera provocativa, y permiten la entrada de personas de baja estofa sin pagar. La lectura comienza con la aparición no programada en el escenario de un capitán Lebiadkin totalmente borracho, con el propósito aparente de leer algo de su poesía. Al darse cuenta de que el capitán está demasiado borracho, Liputin se encarga de leer el poema, que es una pieza ingeniosa e insultante sobre la dura vida de las institutrices. Le sigue, rápidamente, el genio literario Karmazínov que lee una despedida a su público titulado «Merci». Durante más de una hora, el gran escritor recorre una fantasiosa corriente sin rumbo, ensimismado, provocando en la audiencia un estado de completa estupefacción. La tortura solo termina cuando un oyente exhausto grita inadvertidamente «¡Ay, Señor, cuánta tontería!» y Karmazínov, después de intercambiar insultos con la audiencia, finalmente se cierra con un irónico «Merci, merci, merci». En este ambiente hostil Stepán Trofímovich sube al escenario. Se sumerge de lleno en una apasionada exhortación de sus propios ideales estéticos, cada vez más agudo a medida que reacciona ante la burla que emana de la audiencia. Termina maldiciéndolos y alejándose. Estalla el caos cuando un tercer lector inesperado, un «profesor» de San Petersburgo, sume de inmediato al escenario. Aparentemente encantado con el desorden, el nuevo orador se lanza a una frenética diatriba contra Rusia, grita con todas sus fuerzas y gesticula con su puño. Finalmente, seis oficiales lo arrastran fuera del escenario, pero de alguna manera logra escapar y regresa para continuar brevemente su arenga antes de ser arrastrado nuevamente. Los partidarios de la audiencia se apresuran a ayudarlo cuando una escolar sube al escenario buscando despertar a los estudiantes oprimidos en todas partes para protestar.
Posteriormente, Piotr Stepánovich (quien estuvo misteriosamente ausente en la lectura) busca persuadir a Yulia Mijáilovna, traumatizada, de que no fue tan malo como ella piensa y que es esencial para ella asistir al baile. También le dice que en la ciudad resuena la noticia de otro escándalo: Lizaveta Nikoláievna dejó su hogar y su prometido y se fue a Skvoréshniki con Stavroguin.
A pesar del desastre de la lectura, el baile continúa esa noche, con la asistencia de Yulia Mijáilovna y Andréi Antónovich. Mucha parte del público respetable optó por no asistir, pero hay un número creciente de tipos dudosos que van directamente a la zona de bebidas. Casi nadie está bailando, la mayoría está esperando a que suceda algo y lanzando miradas curiosas a los von Lembke. Una «cuadrilla literaria» ha sido especialmente coreografiada para la ocasión, pero es vulgar y estúpida y simplemente desconcierta a los espectadores. Andréi Antónovich, sorprendido por algunas de las travesuras en la cuadrilla y la atmósfera degenerativa en la sala, vuelve a caer en su personalidad autoritaria y Yulia Mijáilovna, asustada, se ve obligada a disculparse por él. Alguien grita «¡Fuego!» y se propaga rápidamente la noticia de que un gran incendio está afectando a parte de la ciudad. Hay una estampida en busca de la salida, pero Andréi Antónovich grita que debe registrarse a todos, y cuando su angustiada esposa grita su nombre, él ordena su arresto. Yulia Mijáilovna se desmaya. La llevan a un lugar seguro, pero Andréi Antónovich insiste en ir al incendio. Allí, un rayo que cae lo deja inconsciente, y aunque más tarde recupera la conciencia, no recupera la cordura y su carrera como gobernador llega a su fin. El fuego arde durante toda la noche, pero por la mañana ha disminuido y la lluvia está cayendo. Comienzan a propagarse noticias de un extraño y terrible asesinato: un cierto capitán, su hermana y su sirvienta han sido hallados apuñalados en su casa parcialmente incendiada en las afueras de la ciudad.
Stavroguin y Liza han pasado la noche juntos y se despiertan al resplandor agonizante del fuego. Liza está lista para dejarlo, convencida de que su vida ha terminado. Piotr Stepánovich llega para darle a conocer la noticia del asesinato de Lebiadkin. Le cuenta que el asesino fue Fedka el convicto, niega cualquier implicación y le asegura a Stavroguin que legalmente (y por supuesto moralmente) él también está limpio. Cuando Liza le exige a Stavroguin la verdad, él responde que estaba en contra del asesinato, pero sabía que iba a suceder y no detuvo a los asesinos. Liza, frenética, se apresura a ir al lugar de los asesinatos para ver los cuerpos. Stavroguin le dice a Piotr Stepánovich que la detenga, pero Piotr Stepánovich exige una respuesta. Stavroguin responde que podría ser, que le diría que sí si no fuera un bufón, y le dice que regrese mañana. Apasionado, Piotr Stepánovich persigue a Liza, pero abandona el intento de detenerla cuando Mavriki Nikoláievich, que la ha estado esperando toda la noche, se apresura a ayudarla. Él y Liza se dirigen a la ciudad juntos bajo la lluvia torrencial. En la escena de los asesinatos se ha reunido una multitud ingobernable. En este momento se sabe que la esposa de Stavroguin fue asesinada y Liza es reconocida como «la mujer de Stavroguin». Ella y Mavriki Nikoláievich son atacados por individuos borrachos y beligerantes en la multitud. A Liza le dan varios golpes en la cabeza y muere.
La mayor parte de la ira de la sociedad por los eventos de la noche está dirigida hacia Yulia Mijáilovna. No se sospecha de Piotr Stepánovich, y se difunden noticias de que Stavroguin se ha ido en el tren hacia San Petersburgo. La tripulación revolucionaria, sin embargo, está alarmada. Están a punto de amotinarse hasta que Piotr Stepánovich les muestra la carta de Lebiadkin a von Lembke. Él señala su propia participación innegable y les dice que Shátov también está decidido a denunciarlos. Acuerdan asesinar a Shátov y planean atraerlo al lugar aislado donde ha enterrado la imprenta de la sociedad. Piotr Stepánovich explica que Kiríllov acordó escribir una nota en la que se responsabiliza de sus crímenes antes de suicidarse. El mismo Shátov está preocupado por el inesperado regreso de su exesposa Marie, quien ha aparecido en su puerta, sola, enferma y en la pobreza. Está encantado de verla, y cuando resulta que ella empieza a parir el hijo que concibió con Stavroguin, él, frenéticamente, intenta ayudarla. Nace el niño y, reconciliado con Marie, está feliz de que va a ser el padre. Esa noche, el emisario del grupo revolucionario, Erkel, llega para acompañar a Shátov a la parte aislada de Skvoréshniki, donde está enterrada la imprenta. Pensando que esta será su interacción final con la sociedad, Shátov acepta ir. Mientras le muestra a Erkel el lugar, los otros miembros del grupo saltan y lo agarran. Piotr Verjovenski pone una pistola en la frente de Shátov y dispara, matándolo. Mientras cogen el cuerpo torpemente, le ponen piedras y lo tiran al estanque, uno de los participantes en el crimen, Liamshin, pierde completamente la cabeza y comienza a chillar como un animal. Lo sujetan y, una vez que lo calman, se van por caminos separados. Temprano a la mañana siguiente, Piotr Stepánovich va a casa de Kiríllov. Kiríllov está sobre aviso y lo está esperando ansiosamente. Sin embargo, su aversión a Piotr Stepánovich y la noticia de la muerte de Shátov le hacen renuente a cumplir lo prometido, y durante algún tiempo discuten, ambos con armas en mano. Finalmente, Kiríllov parece ser derrotado por la potencia de su deseo de suicidarse y, a pesar de sus dudas, escribe apresuradamente y firma la nota de suicidio asumiendo la responsabilidad de los crímenes, y corre hacia la habitación de al lado. Pero no hay disparos, y Piotr Stepánovich lo sigue cautelosamente a la habitación oscura. Una extraña y desgarradora confrontación termina con Piotr Stepánovich huyendo en pánico. Suena un disparo y vuelve a encontrar que Kiríllov se ha disparado a sí mismo en la cabeza.
Mientras tanto, Stepán Trofímovich, ajeno a los horrores que se desarrollan, ha abandonado la ciudad a pie, decidido a tomar el camino hacia un futuro incierto. Vagando junto con ningún propósito o destino real, algunos campesinos le ofrecen un ascensor. Lo llevan a su aldea, donde conoce a Sofia Matvéievna, una vendedora ambulante de evangelios, y él se une firmemente a ella. Partieron juntos, pero Stepán Trofímovich enferma y se ven obligados a tomar una habitación en una isba. Le dice a Sofia Matvéievna una versión un tanto embellecida de la historia de su vida y le suplica que no lo abandone. Para su horror, Varvara Petrovna aparece repentinamente en la cabaña. Lo ha estado buscando desde su desaparición, y su ferocidad asusta enormemente a Stepán Trofímovich y Sofia Matvéievna. Cuando se da cuenta de que él está extremadamente enfermo y de que Sofia Matvéievna lo ha estado cuidando, suaviza la actitud y llama a su médico. Tiene lugar una difícil reconciliación entre los dos amigos, durante la cual se recuerdan algunos eventos dolorosos del pasado. Se hace evidente que Stepán Trofímovich está muriendo y llaman a un sacerdote. En sus últimas horas conscientes, reconoce el engaño de su vida, perdona a los demás y pronuncia un discurso extático que expresa su nuevo amor por Dios.
Cuando Shátov no regresa, Marie, aún agotada por el parto, busca a Kiríllov. Al encontrarse con la terrible escena del suicidio, ella agarra a su bebé recién nacido y se apresura a salir al frío, buscando desesperadamente ayuda. Finalmente se llama a las autoridades, que leen la nota de Kiríllov y poco tiempo después descubren el cuerpo de Shátov en Skvoréshniki. Marie y el bebé se enferman, y mueren unos días después. La escena del crimen en Skvoréshniki revela que Kiríllov tenía que haber actuado junto a otros, y entonces surge la historia de que hay un grupo organizado de conspiradores revolucionarios detrás de todos los crímenes y desórdenes. La paranoia se apodera de la ciudad, pero todo se desvela cuando Liamshin, incapaz de soportarlo, confiesa a las autoridades. Cuenta la historia de la conspiración en gran detalle, y el resto de la tripulación, con la excepción de Piotr Stepánovich, que se fue a San Petersburgo después del suicidio de Kiríllov, son arrestados.
Varvara Petrovna, regresando a su casa de la ciudad después de la muerte de Stepán Trofímovich, se siente muy conmocionada por todas las terribles noticias. Daria Pávlovna recibe una carta inquietante de Nikolái Vsévolodovich, que muestra a Varvara Petrovna. Desde Skvoréshniki llegan noticias de que Nikolái Vsévolodovich está allí y se ha encerrado sin decir una palabra a nadie. Se apresuran a ir allí y descubren que Nikolái Vsévolodovich se ha ahorcado.

### El capítulo censurado
El editor de El mensajero ruso, Mijaíl Katkov, rechazó publicar el capítulo «Con Tijon». Describe la visita de Stavroguin al monje Tijon en el monasterio local, durante la cual confiesa, en forma de un documento escrito largo y detallado, haberse aprovechado sexualmente de una niña de once años, oprimida y vulnerable, Matriosha, y luego esperando y escuchando mientras ella pasa por el proceso de ahorcarse. Describe su matrimonio con Maria Lebiádkina como un intento deliberado de malograr su propia vida, en gran parte como consecuencia de su incapacidad para olvidar este episodio y el miedo que experimentó después de su muerte. Dostoyevski consideraba que el capítulo era esencial para comprender la psicología de Stavroguin, e intentó salvarlo desesperadamente, pero sin éxito, mediante revisiones y concesiones a Katkov. Finalmente, se vio obligado a dejarlo y reescribir partes de la novela que trataba su tema. Nunca incluyó el capítulo en publicaciones posteriores de la novela, pero generalmente se incluye en las ediciones modernas como un apéndice. También se ha publicado por separado, traducido del ruso al inglés por S. S. Kotelianski y Virginia Woolf, con un ensayo sobre Dostoyevski por Sigmund Freud.

## La obra: influencias
La novela surge como una crítica a estos movimientos revolucionarios y nihilistas emergentes en la sociedad rusa en aquellos momentos, personificados en el personaje de Piotr Verjovenski, inspirado en el mencionado Necháyev, además de a los intelectuales que pusieron la semilla veinte años atrás, representados en el personaje de Stepán Trofímovich Verjovenski. El «pomposo» novelista Karmazínov, otro personaje de la novela, es una caricaturización de Iván Turguénev, con quien Dostoyevski mantuvo serias diferencias a causa de la atracción de aquel por Europa y Occidente. En una carta a Máikov en 1870, Dostoyesvki declararía en relación con Los endemoniados:

Un hombre que se aleja de su gente y sus raíces nacionales también pierde la fe en sus ancestros y su Dios, bien, si quieres saberlo, este es en esencia el tema de mi novela. Se llama Los demonios y describe cómo estos demonios entraron en la piara de cerdos.
Fiódor Dostoyevski, 1870. (Leatherbarrow, 2000, p. 302)

Tradicionalmente se ha considerado que la novela estuvo concebida en origen como un «panfleto» político en contra de este movimiento revolucionario, pero que sobre la marcha Dostoyevski habría cambiado el planteamiento de la obra, dando importancia al personaje de Stavroguin, una subtrama con un enfoque más «psicológico»; sin embargo, otras fuentes apuntan a que Stavroguin estuvo presente en los primeros bocetos de la novela.
La novela se desarrolla a dos niveles, entre dos generaciones distintas, la representada por Varvara Petrovna Stavróguina y el liberal Stepán Trofímovich Verjovenski y la inmediatamente inferior, personificada en los hijos de los anteriores: Nikolái Stavroguin y Piotr Verjovenski, pareciendo querer apuntar Dostoyevski que las ideas liberales predicadas por la intelligentsia rusa en la década de los 40 habrían supuesto la semilla de los brotes de nihilismo en la generación posterior. Mientras que Verjovenski es descrito como un «fanático despiadado», Stavroguin es un personaje contradictorio, sombrío, hastiado de la vida, a la que no encuentra sentido, e incapaz de amar. Stavroguin ha sido definido como «la encarnación más plena del nihilismo de todas las obras de Dostoyevski, del espíritu de la negación». Se ha sugerido la posibilidad de que este personaje pudo estar inspirado en parte por Nikolái Spéshnev, un miembro destacado del Círculo Petrashevski, al que Dostoyevski perteneció años atrás, descrito como una «figura carismática, enigmática y atractiva, en un molde byroniano», así como por el Pechorin de Un héroe de nuestro tiempo, teniendo también «como referentes» a Melmoth de la obra epónima Melmoth el errabundo o a la novela de El monje. Un capítulo de la novela, «Visita a Tijon», en el que Stavroguin realiza una confesión sobre su pasado ante el padre Tijon, fue omitido por el editor de la revista literaria donde fue publicada la novela (El mensajero ruso), Mijaíl Katkov; Dostoyevski no insistiría demasiado en su inclusión en ediciones posteriores.

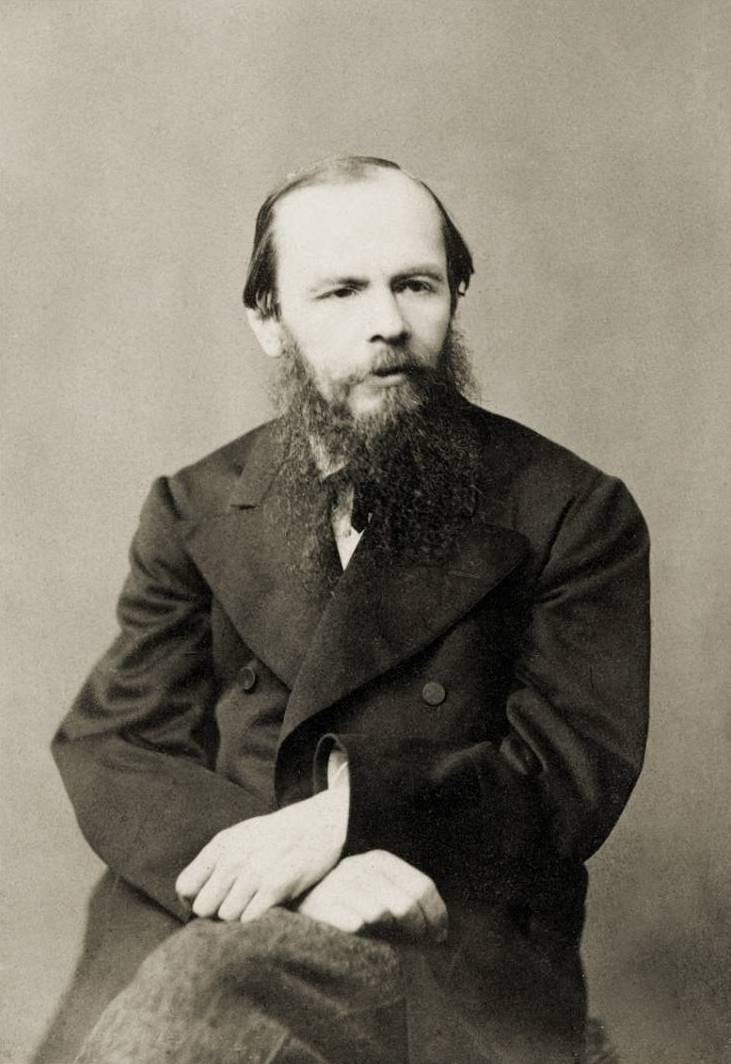
Dostoyevski en 1876.

Kiríllov, otro de los protagonistas del relato, influyó fuertemente a Albert Camus a la hora de  escribir El mito de Sísifo, aunque su análisis de Kiríllov en esta obra es aparentemente más positiva que la de Dostoyevski. El crítico literario inglés Ronald Hingley hace una interpretación peyorativa de la figura de Kiríllov, mencionando que se trata de uno de los personajes más sobrevalorados del escritor ruso y que las páginas que le corresponden serían las menos interesantes de la novela.

Les Possédés sont une des quatre ou cinq oeuvres que je mets au-dessus de toutes les autres. A plus d'un titre, je peux dire que je m'en suis nourri et que je m'y suis formé... Les créatures de Dostoïevski, nous le savons bien maintenant, ne sont ni étranges ni absurdes. Elles nous ressemblent, nous avons le même coeur.
Los endemoniados es una de las cuatro o cinco obras que yo pongo por encima de todas las demás. En más de un aspecto, puedo decir que me alimenté de ella y que con ella me he formado... Las criaturas de Dostoyevski, lo sabemos bien ahora, no son ni extrañas ni absurdas. Se parecen a nosotros, tenemos el mismo corazón.
Albert Camus. (Brody, 1975, p. 291)

## Temas

### Ateísmo y fe
Dostoyevski escribió a Máikov que el principal tema de su novela era «el que verdaderamente, consciente e inconscientemente, me ha atormentado toda mi vida: la existencia de Dios». Gran parte del argumento se desarrolla por la tensión entre la fe y la incredulidad, y las palabras y acciones de la mayor parte de los personajes parecen estar íntimamente ligados con la posición que asumen dentro de esta lucha.
Dostoyevski vio el ateísmo como el origen de la profundización de los problemas sociales de Rusia. Además escribió a Máikov: «un hombre que pierde a su pueblo y sus raíces nacionales también pierde la fe de sus padres y su Dios». Es en esta carta donde habla del «Hombre ruso», refiriéndose principalmente a Stavroguin y en segundo lugar a Stepán Verjovenski, comparable al hombre poseído por demonios que es sanado por Jesús en la parábola del cerdo. En Los demonios, el hombre ruso perdió su verdadera identidad nacional (inextricablemente vinculada, para Dostoyevski, con la fe cristiana ortodoxa) e intenta llenar el vacío con ideas derivadas de los modos de pensamiento occidentales: catolicismo, ateísmo, cientificismo, socialismo, idealismo, etc. Como maestros y personalidades fuertes, Stavroguin y Stepán Trofímovich influyen en quienes los rodean, y así los demonios entran a los cerdos. Solo al final, después de un sincero reconocimiento de su falta, se les da la posibilidad de redención: Stavroguin cuando Tijon le ofrece la vida como un renunciante cristiano (una oferta que Stavroguin rechaza) y Stepán Trofímovich cuando se acerca a la muerte.
En lugar de creer en Dios, Stavroguin tiene racionalidad, intelecto, confianza en sí mismo y egoísmo, pero el anhelo espiritual y el ardor sensual de su infancia, sobreestimulado por su maestro Stepán Trofímovich, nunca lo abandonó. Sin restricciones por el miedo o la moralidad, su vida se ha convertido en un experimento egocéntrico y en una búsqueda sin corazón para superar el tormento de su creciente tedio. La manifestación más sorprendente de su dilema está en el diálogo con Tijon, donde lo encontramos, quizás por una sola vez, comunicando sinceramente su estado interior. En este diálogo, hay una oscilación constante en su discurso real entre la voz severa y mundana de la autoposesión racional y la voz vulnerable y confesional del alma perdida y sufriente.
Muchos de los otros personajes están profundamente afectados por uno u otro de los dos aspectos de la psique de Stavroguin. El nihilista Piotr Verjovenski está enamorado del lado cínico, amoral, que busca el poder, mientras que Shátov se ve afectado por el ardor del lado del sentimiento, espiritualmente privado. Shátov «se levantó de entre los muertos» después de escuchar la exhortación inflexible de Stavroguin de Cristo como el ideal supremo (una afirmación hecha en un esfuerzo inútil para convencerse a sí mismo: logra convencer a Shátov pero no a sí mismo). A la inversa, Kiríllov fue convencido por la exhortación de ateísmo de Stavroguin, la supremacía de la voluntad del hombre, no de Dios, y forja un plan para sacrificarse para liberar a la humanidad de su atadura al miedo místico. Pero el propio Stavrogoin ni siquiera cree en su propio ateísmo, y como reconocen Shátov y Tijon, se adentra más en el mal por el deseo de torturarse y evitar la verdad. Kiríllov resume el dilema de Stavroguin así: «Stavroguin, si cree, cree que no cree. Y, si no cree, no cree que no cree».

### Suicidio
Dostoyevski vio el creciente índice de suicidios en Rusia como un síntoma del declive de la fe religiosa y la concomitante desintegración de las instituciones sociales como la familia. La autodestrucción como resultado final del ateísmo o pérdida de fe es un gran tema en Los demonios y recuerda aún más la metáfora del cerdo poseído por los demonios, del epígrafe inicial.
Además de una serie de diálogos extendidos sobre el tema, que involucran principalmente a Kiríllov, hay cuatro suicidios reales descritos en la novela. La primera es en forma anecdótica, contada por el narrador después de que los bromistas asociados con Yulia Mijáilovna visiten la escena de un suicidio. Habiéndole confiado su familia una gran suma de dinero, un joven hasta ahora tranquilo y responsable lo desperdicia deliberadamente en una vida desenfrenada durante varios días. Al regresar a su hotel, con calma y cortésmente pide una comida y un poco de vino, escribe una breve nota y se dispara a sí mismo en el corazón.
El primer suicidio relacionado con la trama es el de Kiríllov. Kiríllov es una especie de filósofo del suicidio y, al ser cuestionado por varios interlocutores (el narrador, Stavroguin, Piotr Verjovenski), expone sus ideas sobre el tema, principalmente en relación con él en particular, pero también como un fenómeno general. Según él, hay dos tipos de personas que se suicidan: las que lo hacen repentinamente al sentirse abrumadas por una emoción insoportable, y las que lo hacen después de mucho pensar por una buena razón. Piensa que todos podrían caer en la última categoría si no fuera por dos prejuicios: el miedo al dolor y el miedo al otro mundo. «Dios es el dolor del miedo a la muerte. El que conquiste el dolor y el terror llegará a ser dios». En su mente, es el hombre quien, con su propia muerte intencional, demostrará a la humanidad la trascendencia del dolor y el miedo y los liberará de la necesidad de inventar a Dios. 
El suicidio de Stavroguin al final de la novela solo se entiende completamente con referencia al capítulo censurado. La enormidad de sus crímenes, la desolación de su ser interior, la locura nacida de su «sacrilegio, intento protonietzscheano de trascender los límites del bien y el mal», son realidades ocultas que solo se hacen visibles en la confesión y el diálogo con Tijon. A pesar de esta «locura», es la «racionalidad» lo que se enfatiza en la descripción del suicidio por parte del narrador. La eficiencia del procedimiento, la nota breve y precisa, y la posterior opinión médica de su estado mental descartando enfáticamente la locura, apuntan a su estado mental «razonable» en el momento del acto.
El último suicidio final es el de la niña Matriosha, descrita por Stavroguin en su carta de confesión. Después de su encuentro con Stavroguin, ella le dice a su madre que ella ha «matado a Dios». Cuando se cuelga, Stavroguin está presente en la habitación contigua y se da cuenta de lo que está haciendo.

## Comentario

### Los demonioscomo sátira
Una crítica habitual a Los demonios, particularmente por parte de contemporáneos liberales y radicales de Dostoyevski, es que es exagerado y nada realista, un resultado de la hiperactiva imaginación del autor e intereses excesivos en lo psicopatológico. Sin embargo, a pesar de dar libertad a su imaginación, Dostoyevski se esforzó en derivar los personajes de la novela y la historia de gentes reales, e ideas de la época. Según Frank, «el libro es casi una enciclopedia abreviada de la cultura rusa de la época que abarca, filtrada a través de una perspectiva burlona y, a menudo, grotescamente graciosa, crea un «mito» notable de los principales conflictos de esta cultura reconstruida sobre una base firme de personajes y acontecimientos históricos».
Casi todos los personajes principales, o al menos sus creencias fundamentales, parten de prototipos contemporáneas realmente existentes. Stavroguin se basó en parte en el compañero de Dostoyevski del Círculo de Petrashevski, Nikolái Spéshnev, y representó un extremo imaginado en la práctica de una filosofía amoral y ateísta como la de Max Stirner. La oscuridad de Stavroguin se enfrenta al resplandor del obispo Tijon, un personaje inspirado en Tijon de Zadonsk.
Dostoyevski dijo de Piotr Verjovenski que no es un retrato de Necháyev, sino que «mi mente excitada ha creado por la imaginación a la persona, el tipo, que corresponde al crimen... Para mi propia sorpresa, casi resulta ser un figura cómica». La mayoría de los personajes nihilistas asociados con Piotr Verjovenski estaban basados en individuos que aparecían en las transcripciones del ensayo de los nechayevistas, que estaban disponibles públicamente y fueron estudiados por Dostoyevski. El personaje de Shátov representa una respuesta nacionalista rusa a las ideas socialistas, y se basó inicialmente en la víctima de Necháyev, Ivánov, pero más tarde en las ideas eslavófilas contemporáneas de Danilevski y, hasta cierto punto, sobre las ideas reformadas de Dostoyevski sobre Rusia.
Stepán Verjovenski comenzó como una caricatura de Granovski, y conservó las susceptibilidades neuróticas, los intereses académicos y la inclinación de este último por escribir cartas confesionales largas, pero el personaje estaba basado en las tendencias idealistas de muchos otros de la generación de la década de 1840, incluido Herzen, Belinski, Chaadayev, Turguénev y el mismo Dostoyevski. Figuras liberales como Stepán Trofímovich, Varvara Petrovna, Liputin, Karmazínov y los von Lembke, y figuras de autoridad menores como el antiguo gobernador Ósip Ósipovich y el policía celoso Filibustérov, son parodias de una variedad de tipos del establishment a los que Dostoyevski consideraba en parte parcialmente responsables de los excesos de la generación radical. Karmazínov era una parodia abiertamente hostil de Turguénev: su personalidad y sus modales, su aparente complicidad con el nihilismo y, en la escena de la lectura de la Gala, el estilo de algunas de sus obras literarias posteriores.
Incluso los personajes más extremos e improbables, como Kiríllov y Shigaliov, se basaron en personas reales o ideas de la época. Kiríllov se inspiró inicialmente en un asociado de Necháyev que habló abiertamente en el juicio de su plan para suicidarse, pero la filosofía apocalíptica que el personaje desarrolla en torno a su obsesión se basa en una interpretación de las ideas antropoteístas de Feuerbach. Shigaliov se basó inicialmente en el crítico radical V. A. Záitsev, quien defendía una forma de darwinismo social que incluía, por ejemplo, una aceptación de la esclavitud para las razas negras sobre la base de su inherente inferioridad. La noción de igualdad humana de Shigaliov, el «paraíso terrenal» en el que nueve décimas partes de la humanidad deben ser privadas de su voluntad y convertirse en un rebaño de esclavos mediante un programa de «reeducación» intergeneracional, tenía un prototipo contemporáneo. en las ideas de Piotr Tkachov. Tkachov argumentó que la única «igualdad» biológicamente posible para los seres humanos era «una igualdad orgánica y fisiológica condicionada por la misma educación y condiciones de vida comunes» y vio esto como el objetivo supremo de todo progreso histórico y social.

### Como profecía
Los acontecimientos contemporáneos en Rusia y las acciones terroristas de la Comuna de París habían convencido a Dostoyevski de que el mundo estaba entrando en una era apocalíptica. Kjertsaa afirma que Dostoyevski no consideraba el Libro del Apocalipsis como «simplemente una epístola consoladora para los cristianos del primer siglo durante la persecución que sufrieron», sino como una «profecía que se cumple en su propio tiempo». Dostoyevski escribió que «el comunismo conquistará un día, sin importar si los comunistas tienen razón o no. Pero este triunfo se mantendrá muy lejos del Reino de los Cielos. De todos modos, debemos aceptar eso este triunfo llegará un día, aunque ninguno de los que en la actualidad dirigen el destino mundial tiene alguna idea al respecto».
Desde la Revolución rusa, muchos comentaristas han comentado sobre la naturaleza profética de Los demonios. André Gide, que escribió a principios de la década de 1920, sugirió que «la totalidad de (la novela) profetiza la revolución de la que Rusia está actualmente en las últimas». En la Rusia soviética, varios autores disidentes encontraron un prototipo para el estado policial soviético en el sistema expuesto por Shigaliov en la reunión de la sociedad revolucionaria de Piotr Verjovenski. Borís Pasternak, Ígor Shafarévich, y Aleksandr Solzhenitsyn, han calificado la descripción que hace Dostoyevski del shigaliovismo como profético, anticipando el sistemático politicidio que siguió a la Revolución de Octubre. Pasternak a menudo usaba el término «shigaliovismo» (shigalióvschina) para referirse a la Gran Purga de Iósif Stalin. Según Richard Pevear, Dostoyevski incluso presagió la aparición del propio Lenin con su descripción del lector final en la malograda gala literaria: «un hombre de unos cuarenta años, calvo delante y detrás, con una pequeña barba grisácea, que ... sigue levantando el puño sobre su cabeza y haciéndolo caer como si aplastara a un adversario hasta el polvo».
El biógrafo de Dostoyevski, Ronald Hingley, describió la novela como «una asombrosa y profética advertencia que la humanidad, no menos poseída por la maldad colectiva e individual en los años 70 que en la década de 1870, muestra alarmantemente pocos signos de atención». Robert L. Belknap señala su relevancia para el siglo XX en general, «cuando unos pocos Stavroguin empoderaron a miles de Piotr Stepánovich para conducir manadas de "capital", para usar el término de Necháyev, para masacrar a unos cien millones de personas, el mismo número al que Shigaliov y Piotr golpearon». En su libro Dostoyevski en Manhattan, el filósofo francés André Glucksmann argumentó que «nihilismo», tal como se muestra en Los demonios, es la idea subyacente o «forma característica» del terrorismo moderno.

## Traducciones

### Al alemán
- Hubert Putze: Die Besessenen – Dresden: Minden 1888
- E. K. Rahsin: Die Dämonen – München: K. Piper & Co 1906, 1952–1963 (nueva revisión)
- Hermann Röhl: Die Teufel – Leipzig: Insel 1921
- Gregor Jarcho: Die Dämonen – J. Ladyschnikow Verlag, Berlín 1924
- Marianne Kegel: Die Teufel – Leipzig: Hesse & Becker 1924
- V. Hirschfeld: Die Dämonen – Berlín, Darmstadt: Deutsche Buch-Gemeinschaft 1925
- Waldemar Jollos: Die Dämonen – Zürich: Artemis 1948
- Ilse Tönnies: Die Dämonen – Berlín: Vollmer 1961
- Rose Herzog: Die Dämonen – Zürich: Stauffacher 1962
- Burkhard Busse: Die Besessenen – Köln: Lingen 1984
- Günter Dalitz: Die Dämonen – Berlín, Weimar: Aufbau 1985
- Swetlana Geier: Böse Geister – Zürich: Ammann 1998, ISBN 978-3-596-14658-1[123]

### Al español
- Del barón Jorge de Meyendorff: Los endemoniados, 3 t., Madrid, Calpe, 1924.[cita requerida]
- Los demonios, traducción de Fernando Otero, Madrid:  Alba, 2016, ISBN 978-84-9065--192-6

### Al inglés
- Constance Garnett (1916)
- David Magarshack (1954)
- Andrew R Macandrew (1962)
- Michael R. Katz (1992)
- Richard Pevear y Larissa Volokhonsky (1995)
- Robert A. Maguire (2008)
- Roger Cockrell (2018)

- Dostoyevsky nunca incluyó el capítulo "En Tikhon's", censurado por su contenido sexual (la confesión del abuso sexual de una niña de 11 años), en las ediciones posteriores de su novela (en la primera edición, se le censuró ese capítulo, y se le obligó a volver a escribirlo), pero generalmente sí se incluye en las ediciones modernas, en forma de apéndice. También se ha publicado por separado, traducido del ruso al inglés por S. S. Koteliansky y Virginia Woolf, incluido un ensayo sobre el autor a cargo de Sigmund Freud.[124]